# Sena Nur Çelik

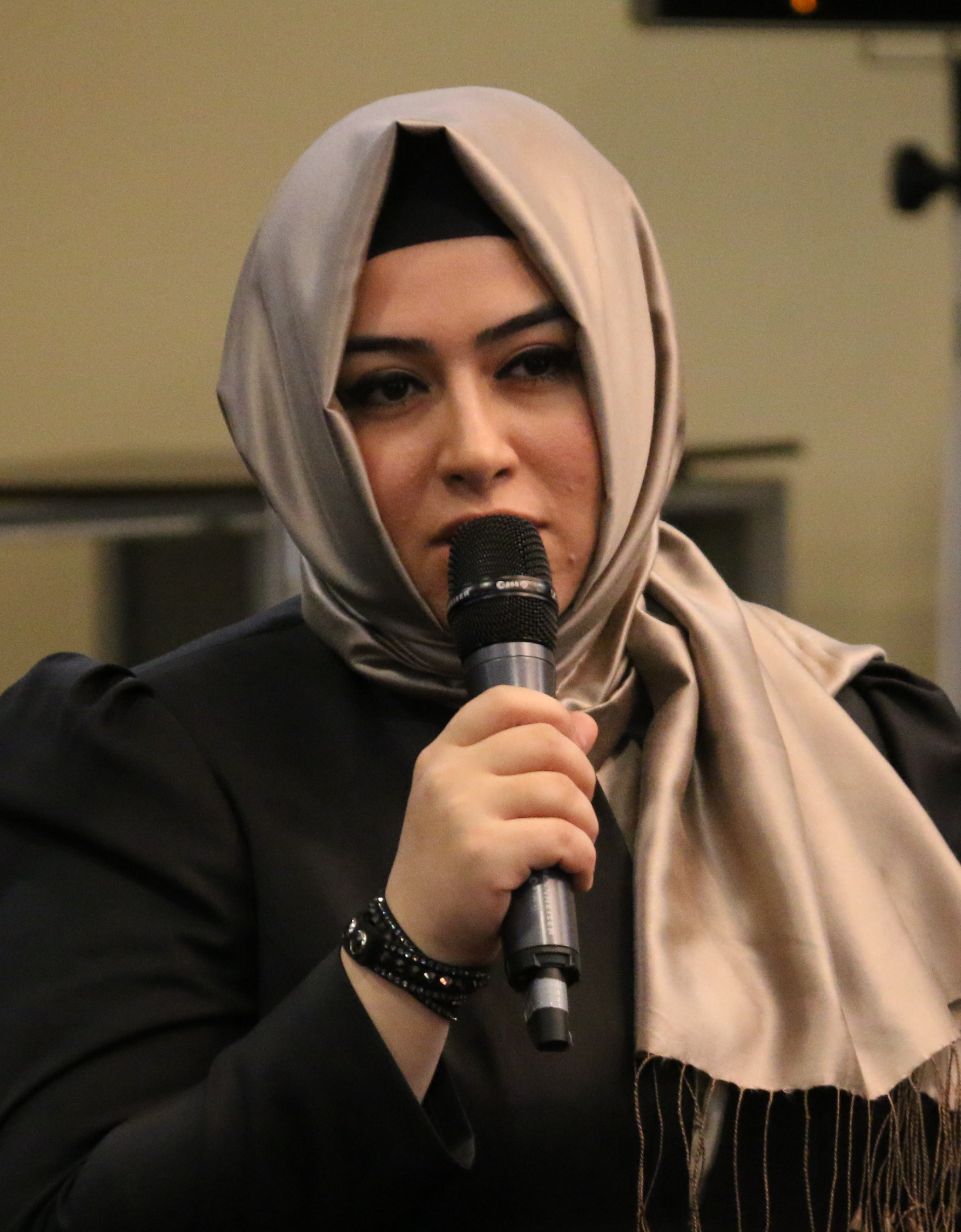
Sena Nur Çelik (2016)

Sena Nur Çelik (* 15. August 1986 in Alanya) ist eine türkische Juristin und Politikerin der Adalet ve Kalkınma Partisi (AKP). Seit 2015 ist sie Abgeordnete der Großen Nationalversammlung der Türkei (TBMM).

## Biografie
Çelik wurde 1986 in Alanya geboren. Nach ihrem Abschluss an der Üsküdar Amerikan Lisesi im Jahr 2004 setzte sie ihr Jurastudium im Vereinigten Königreich fort. Sie erwarb ihren Bachelor-Abschluss an der University of Warwick und absolvierte anschließend ein Anerkennungsprogramm an der Juristischen Fakultät der Universität Istanbul. Anschließend erlangte sie einen Masterabschluss in Internationalem Handelsrecht an der London School of Economics.
Çelik wurde bei den Parlamentswahlen im Juni 2015, November 2015 und 2018 als Abgeordnete der AKP für Antalya in die Große Nationalversammlung gewählt. Bei den Wahlen 2023 wurde sie als Abgeordnete für den zweiten Wahlkreis von Istanbul gewählt. Während ihrer Amtszeit war sie Sprecherin des Auswärtigen Ausschusses des Parlaments.